# Funzioni di Lommel
In matematica, con funzioni di Lommel, in riferimento a Eugen von Lommel, vengono identificati diversi tipi di funzioni tra cui le soluzioni dell'equazione di Lommel, una generalizzazione dell'equazione di Bessel. Esse possono essere:
- Funzioni dipendenti da una sola variabile {\displaystyle z}, indicate con {\displaystyle s_{\mu ,\nu }(z)} e {\displaystyle S_{\mu ,\nu }(z)}, dove {\displaystyle \mu ,\nu } sono parametri. Sono state studiate da Lommel nel 1876.
- Funzioni dipendenti da due variabili {\displaystyle w,z} denotate con {\displaystyle U_{n}(w,z)} e {\displaystyle V_{n}(w,z)}, studiate da Lommel nel 1886.

## Funzioni di Lommel dipendenti da una sola variabile
Le  funzioni di Lommel dipendenti da una sola variabile {\displaystyle s_{\mu ,\nu }(z)} e {\displaystyle S_{\mu ,\nu }(z)} soddisfano l'equazione differenziale lineare detta equazione di Lommel:
{\displaystyle z^{2}{\frac {dy}{dz^{2}}}+z{\frac {dy}{dz}}+(z^{2}-\nu ^{2})y=z^{\mu +1}.}
La funzione  {\displaystyle s_{\mu ,\nu }(z)} è la soluzione, sviluppabile come serie di potenze:
{\displaystyle s_{\mu ,\nu }(z)=z^{\mu -1}\sum _{n=0}^{\infty }{\frac {(-1)^{n}(z/2)^{2n+2}\Gamma ((\mu -\nu +1)/2)\Gamma ((\mu +\nu +1)/2)}{\Gamma ((\mu -\nu +3)/2+n)\Gamma ((\mu +\nu +3)/2+n)}}.}
Le soluzioni dell'equazione differenziale lineare sono {\displaystyle s_{\mu ,\nu }(z)+AJ_{\nu }(z)+BJ_{-\nu }(z)} dove {\displaystyle J_{\pm \nu }} sono funzioni di Bessel.
La funzione di Lommel {\displaystyle S_{\mu ,\nu }(z)} è definita come:
{\displaystyle S_{\mu ,\nu }(z)=s_{\mu ,\nu }(z)+{\frac {2^{\mu -1}\Gamma ((\mu -\nu +1)/2)\Gamma ((\mu +\nu +1)/2)}{\sin \pi \nu }}\left[\cos(\pi (\mu -\nu )/2)\;J_{-\nu }(z)-\cos(\pi (\mu +\nu )/2)\;J_{\nu }(z)\right].}
Le funzioni di Anger, le funzioni di Weber e le funzioni di Struve sono casi particolari delle funzioni di Lommel.

## Funzioni di Lommel dipendenti da due variabili
Le funzioni {\displaystyle U_{n}(w,z)} e {\displaystyle V_{n}(w,z)} sono definite come serie di Neumann, ossia come uno sviluppo costruito sulle funzioni di Bessel:
{\displaystyle U_{\nu }(w,z)=\sum _{m=0}^{\infty }(-1)^{m}\left({\frac {w}{z}}\right)^{\nu +2m}J_{\nu +2m}(z);}
{\displaystyle V_{\nu }(w,z)=\cos \left({\frac {w}{2}}+{\frac {z}{2w}}+{\frac {\nu \pi }{2}}\right)+U_{2-\nu }(w,z).}
Queste funzioni sono importanti nella teoria della diffrazione.